# 木原友香
木原 友香（きはら ゆうか、1972年4月16日 - ）は、フリーアナウンサー。佐賀県鹿島市出身。元夫は九州朝日放送アナウンサーの近藤鉄太郎。一児の母。
佐賀県立鹿島高等学校を経て、西南学院大学文学部卒業。かつてはエフエム福岡アナウンサーであった。

## 来歴・人物
西南大2回生だった1992年度にRKBラジオ『HiHiHi』のアシスタント集団「象足シスターズ」の第7期生として活躍。当番組のディレクターであった放送作家の種田守倖に見込まれ、1993年より種田が制作とパーソナリティを担当するエフエム佐賀の「ウィークエンド・ストリーツ」でも活躍。
大学卒業後の1995年、エフエム福岡に入社。同局の人気アナウンサーとして『クラシックがいい!!』や『ライヴのじかん』など多くの番組のパーソナリティを務めたが、近藤との結婚を機に2003年に同局を退社。退社時には木原が大ファンであったDREAMS COME TRUEの吉田美和と中村正人より結婚を祝うメッセージが届けられた。
結婚退社後に一児を出産。その後暫く育児に専念しており、メディアへの登場は滅多になかったが、一度、当時の夫がMCを務める『アサデス。』の徳永玲子が北海道での日帰りロケで釣ったワカサギ1匹を持って自宅に押しかけてきたことがあり、その際に少しだけ画面に登場した。
2007年春よりKBCラジオの朝の情報番組『中村もときの通勤ラジオ』水～金曜アシスタントとして現場復帰。その後離婚。

## 現在の担当番組
- モーニングジャム〔MORNING JAM〕（水・木）（産休中のこはまもとこの代打として2011年4月～8月限定で出演）
- BUTCH COUNTDOWN RADIO内「ラジオカー「Vivo”t(ビボット)」ここに現る!!  福岡シティエクスプレスFUKUOKA CITY EXPRESS
- 民音コンサートエクスプレス (KBC九州朝日放送)

## エフエム福岡時代の担当番組
- YUKA MORNING SMILE
- SUPER RADIO MONSTER ラジ★ゴン
  - 火・木曜担当（1998年4月2日 - 2000年3月30日）
  - 水・木曜担当（2000年4月5日 - 2002年3月28日）
- クラシックがいい!!
- ライブのじかん
- Want's New？

他多数